# ميل غروف (ميزوري)

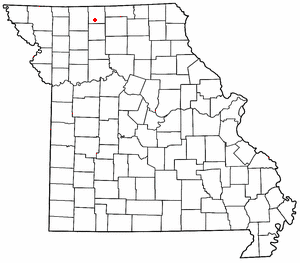
ميل غروف، ميزوري

ميل غروف (بالإنجليزية: Mill Grove)‏ هي إحدى المجتمعات الفردية (غير مصنفة) في ولاية ميزوري في الولايات المتحدة الأمريكية.